# Велика Немачка
Пангерманизам (њем. Pangermanismus) паннационалистичка је политичка идеја. Пангерманисти су првобитно покушали да уједине све Нијемце, а можда и све германске народне, у јединствену националну државу познату као Велика Њемачка (њем. Großdeutschland).
Пангерманизам је имао велики утицај на њемачку политику у 19. вијеку током уједињења Њемачке када је Њемачко царство проглашено као национална држава 1871. године, али без Аустрије (Мала Њемачка) и у првој половини 20. вијека у Аустроугарском цаству и Њемачком царству. Од краја 19. вијека, многи пангерманисти, од 1891. године окупљени у Пангермански савез, усвојили су етноцентричке и расистичке идеологије, што је на крају довело до спољне политике „Дом у Рајху” коју је вршила Нацистичка Њемачка од 1938. године, што је један од основних разлога избијања Другог свјетског рата. Као резултат катастрофе Другог свјетског рата, пангерманизам се сматрао углавном табу идеологијом у послијератном периоду у Западној и Источној Њемачкој. Данас, пангерманизам је углавном ограничен на неке политичке групе у Њемачкој и Аустрији.

## Настанак идеје
Велика Немачка свој корен има у процвату немачког национализма за време наполеонских ратова, односно настојањима да се након формалног нестанка Светог римског царства све немачке земље поновно уједине у једну државу. Када се тај процес захуктао у 19. веку створиле су се две алтернативе.
Прва је била уједињење под патронатом династије Хабзбург, односно укључивање територија Аустрије. Та је идеја добила назив Grossdeutschland.
Као алтернатива Великој Немачкој, пруска влада на челу Отом фон Бизмарком је промовисала пројекат Мале Немачке (Kleindeustchland) који би искључивао Аустрију. Аргументи су делом били унутрашњополитички - без Аустрије би Пруска лакше доминирала Немачком - а делом спољнополитички - укључивањем хабзбуршке Аустрије, нова држава би дошла у сукоб с мађарским, италијанским и словенским национализмима, а тиме посредно и са Русијом те другим силама које би те покрете подржавале.
Идеја Мале Немачке је своју превагу однела у пруско-аустријском рату 1866. године, а године 1871. је формализирана стварањем Другог рајха за време француско-пруског рата. Једини уступак великонемачкој идеји - коме се Бизмарк без успеха опирао - било је укључивање Алзаса и Лорена, покрајина поражене Француске са великом немачком мањином, у нову државу.

## Светски ратови
У каснијим раздобљима, поготово под Бизмарковом владом, великонемачка идеја је била у другом плану, да би добила замах тек након завршетка Првог светског рата због кога су делови Немачке завршили под влашћу других држава. Великонемачка идеја се манифестовала делом као иредентизам, а делом као настојање да се Немачкој припоји Аустрија, што је било изричито забрањено мировним уговорима. Великонемачкој идеји је замах дало и од стране савезника јавно прокламирано право на самоодређење које је, по многима, било прекршено управо у случају Аустрије, а многи Немци су у њој видели својеврсну компензацију за територијалне и друге губитке у рату.
То се манифестовало у програму немачке Националсоцијалистичке странке, која је након Хитлеровог доласка на власт постала службеном политиком Трећег рајха. Делимично остварење тог пројекта се испољавало у анексији (Аншлус) Аустрије те накнадној анексији Судета и Мемела. Покушај да се анектира спорни град Данциг довео је до сукоба с Пољском и избијања Другог светског рата.
Током самог рата идеја Велике Немачке је постепено срастала с расистичким идејама о Немцима као господарима Европе те продору на исток и ширењу животног простора. Нацистичка Немачка, прозван Великим Немачким Рајхом, ће с временом формално обухватити Чешку и Моравску (1939. анектирану као посебан протекторат), Пољску (Генерално губернаторство), Алзас и Лорену (анектиране након пораза Француске 1940.), Штајерску и Крањску (након пада Југославије 1941. године), односно Јужни Тирол (анектиран након капитулације Италије 1943. године). Но, и на врхунцу моћи Велики Немачки Рајх није садржавао све територије на коме су живели становници којима је немачки језик матерњи - Швајцарској је из политичких и других практичних разлога поштована неутралност, мада су неки нацистички идеолози, анексију немачких делова Швајцарске промовисали у својим службеним документима.

## Послератно доба
С поразом Немачке у Другом светском рату, пропала је и великонемачка идеја, коју су силе победнице држале потенцијалним извором немачког реваншизма. У ту је сврху толерисано велико поратно етничко чишћење Немаца из великог дела источне Европе, а мировни уговори утврдили су нове границе. Устави Немачке и Аустрије су такође изричито забранили свако будуће присаједињење, а идеја је, с обзиром на низ нових економских, политичких и културних околности изгубила популарност у дотичним земљама.
Неки, с друге стране, држе да ће пројект европског уједињења те стварање супранационалне ЕУ и фактичко брисање граница између држава-чланица представљати, из економског угла, остварење овог пројекта, овај пут без икаквих негативних конотација.